# Русу де Сус (Бистрица-Насауд)
Русу де Сус (рум. Rusu de Sus) насеље је у Румунији у округу Бистрица-Насауд у општини Нушени. Oпштина се налази на надморској висини од 276 m.

## Становништво
Према подацима из 2002. године у насељу је живело 296 становника.

### Попис2002.
| Расподела становништва по националности 2002.‍ | Расподела становништва по националности 2002.‍ | Расподела становништва по националности 2002.‍ | Расподела становништва по националности 2002.‍ | Расподела становништва по националности 2002.‍ |
| --------------------------------------------- | --------------------------------------------- | --------------------------------------------- | --------------------------------------------- | --------------------------------------------- |
|                                               |                                               |                                               |                                               |                                               |
| Румуни                                        | Румуни                                        |                                               | 285                                           | 96,9%                                         |
| Роми                                          | Роми                                          |                                               | 9                                             | 3,1%                                          |